# Municipio Chimalhuacán
Koordinaten: 19° 26′ 15″ N, 98° 57′ 15″ W
Chimalhuacán ist ein Municipio im mexikanischen Bundesstaat México. Es gehört zur Zona Metropolitana del Valle de México, der Metropolregion um Mexiko-Stadt. Der Sitz der Gemeinde und deren mit Abstand größte Ansiedlung ist das gleichnamige Chimalhuacán.
Das Municipio hatte bei der Volkszählung 2010 614.453 Einwohner, die Fläche beläuft sich auf 43,71 km².

## Geographie
Chimalhuacán liegt im östlichen Teil des Bundesstaates México, unweit der Grenze des Bundesdistrikts.
Das Municipio grenzt an die Municipios Texcoco, Chicoloapan, La Paz und Nezahualcóyotl.